# Парк Форестал (писта)
Парк Форестал (на испански: Circuito de Parque Forestal) е градска писта, разположена на улиците на Сантяго, Чили.
Предназначена е за стартове от календара на Формула Е. Дълга е 2,47 км и има 12 завоя. Разположена е в и около парк Форестал и два пъти пресича река Мапочо. Сред останалите забележителности в близост до пистата са площад Бакедано, Музея на съвременното изкуство и парка Балмаседо.

## Победители във Формула Е
| Година | Победител | Отбор | Време (Об.) | Най-бърза обиколка | Пол позишън | Дата       | Доклад |
| ------ | --------- | ----- | ----------- | ------------------ | ----------- | ---------- | ------ |
| 2018   |           |       |             |                    |             | 3 февруари | Доклад |